# Lophodelta dinemata
Lophodelta dinemata är en fjärilsart som beskrevs av George Francis Hampson 1924. Lophodelta dinemata ingår i släktet Lophodelta och familjen nattflyn. Inga underarter finns listade i Catalogue of Life.